# Mặt nạ truyền thống châu Phi

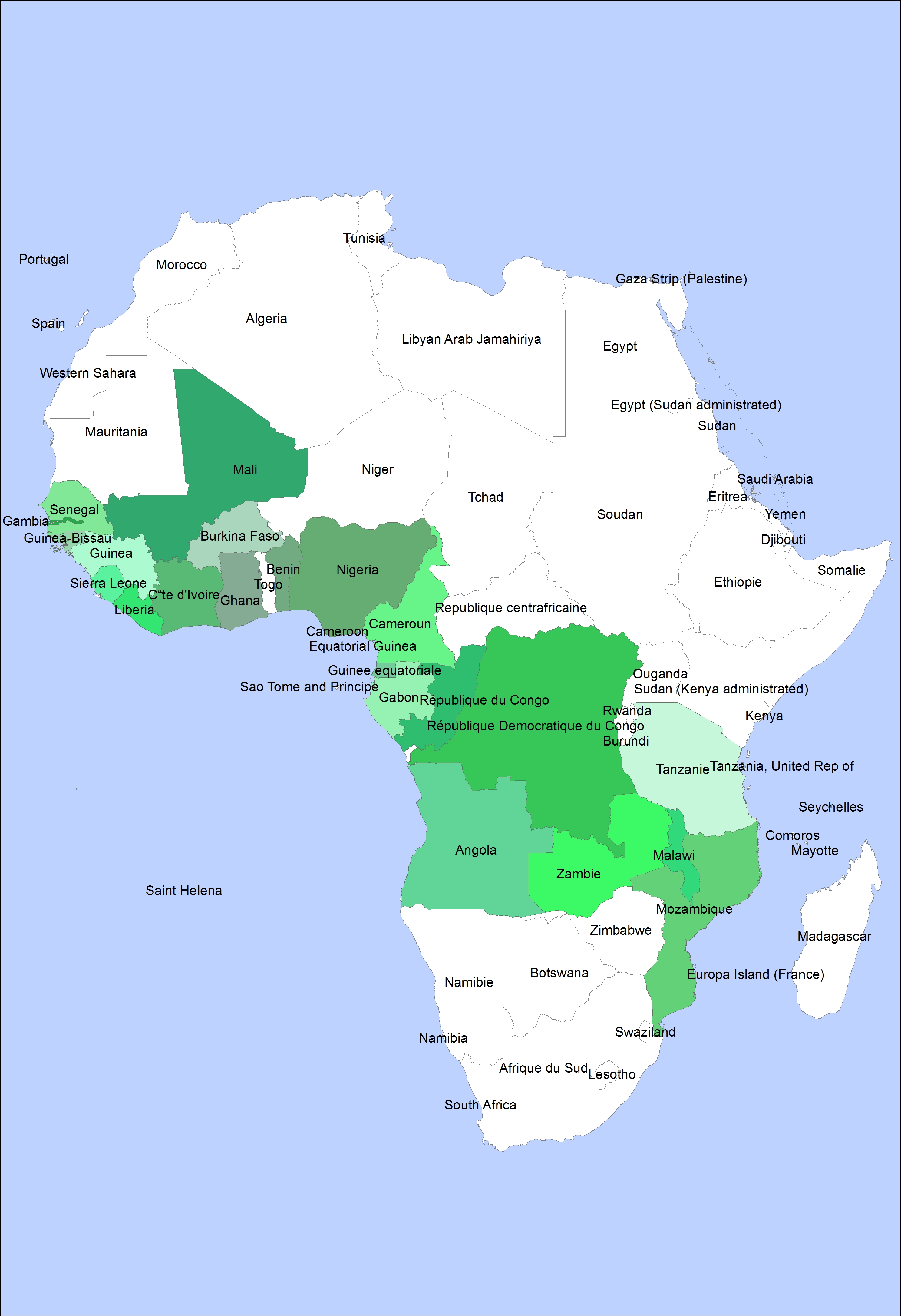
Các nước châu Phi nơi mặt nạ được sử dụng truyền thống.

Mặt nạ truyền thống châu Phi là một trong những yếu tố của nghệ thuật châu Phi có ảnh hưởng rõ rệt nhất đến châu Âu và nghệ thuật phương Tây nói chung; trong thế kỷ 20, các phong trào nghệ thuật như lập thể, dã thú và chủ nghĩa biểu hiện thường được lấy cảm hứng từ những di sản rộng lớn và đa dạng của mặt nạ châu Phi. Ảnh hưởng của di sản này cũng có thể được tìm thấy trong các truyền thống khác như tại các cuộc diễu hành carnival mặt nạ ở Nam và Trung Mỹ.

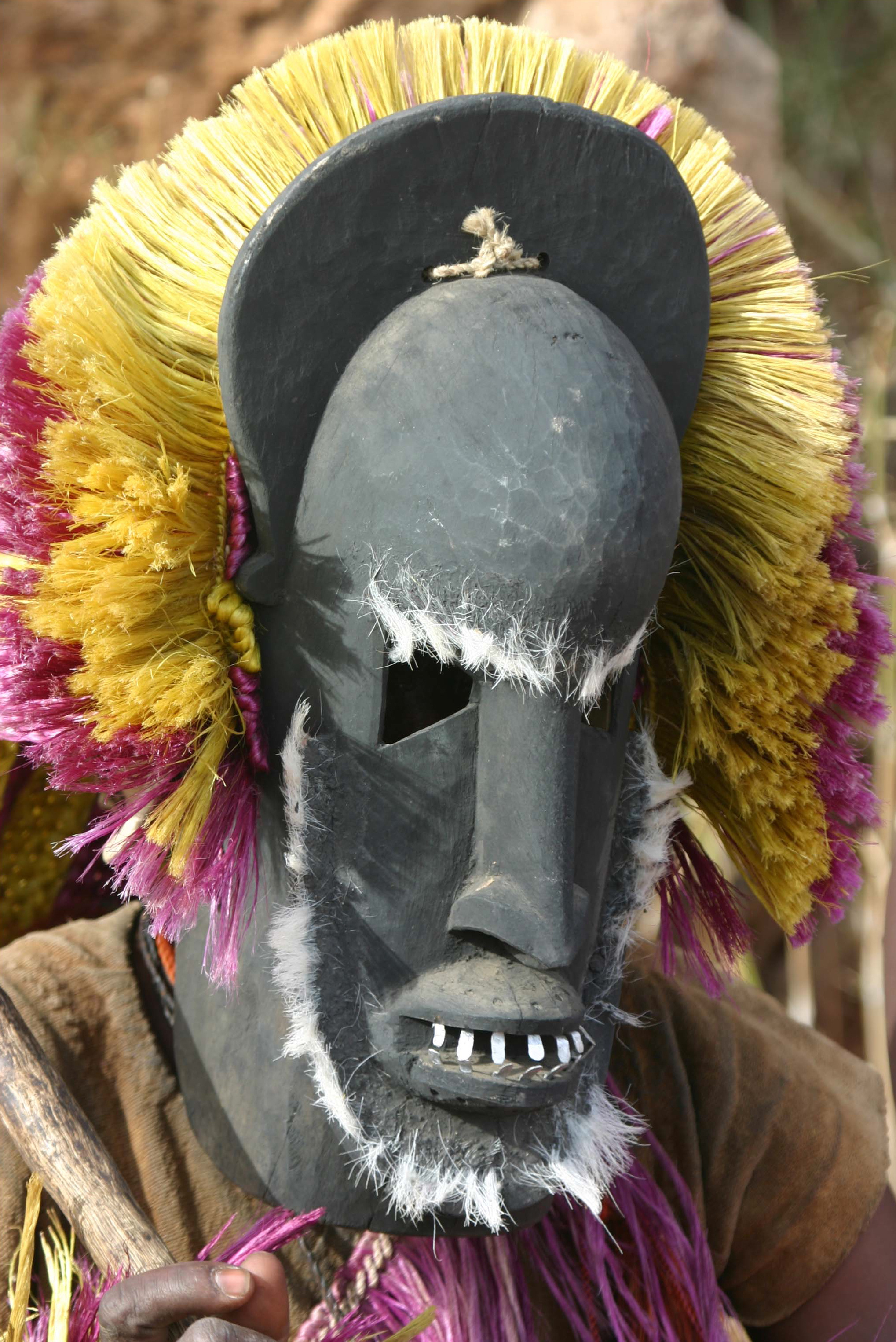
Mặt nạ nghi lễ Dogon

Mặt nạ nghi lễ và nghi thức là một đặc điểm thiết yếu của văn hóa truyền thống của các dân tộc thuộc một phần của vùng châu Phi Hạ Sahara, ví dụ khu vực giữa sa mạc Sahara và sa mạc Kalahari. Trong khi ý nghĩa cụ thể liên quan đến mặt nạ nghi lễ rất khác nhau ở các nền văn hóa khác nhau, một số đặc điểm thì lại phổ biến đối với hầu hết các nền văn hóa châu Phi. Ví dụ, mặt nạ thường có ý nghĩa tâm linh và tôn giáo và chúng được sử dụng trong các điệu nhảy nghi thức và các sự kiện xã hội, tôn giáo; một trạng thái đặc biệt được quy cho các nghệ sĩ tạo ra mặt nạ cho những người đeo chúng trong các nghi lễ. Trong hầu hết các trường hợp, chế tạo mặt nạ là một nghệ thuật được truyền từ đời cha sang con, cùng với kiến thức về ý nghĩa biểu tượng được truyền tải bởi những mặt nạ này. Mặt nạ châu Phi có tất cả các màu sắc khác nhau, chẳng hạn như đỏ, đen, cam và nâu. 

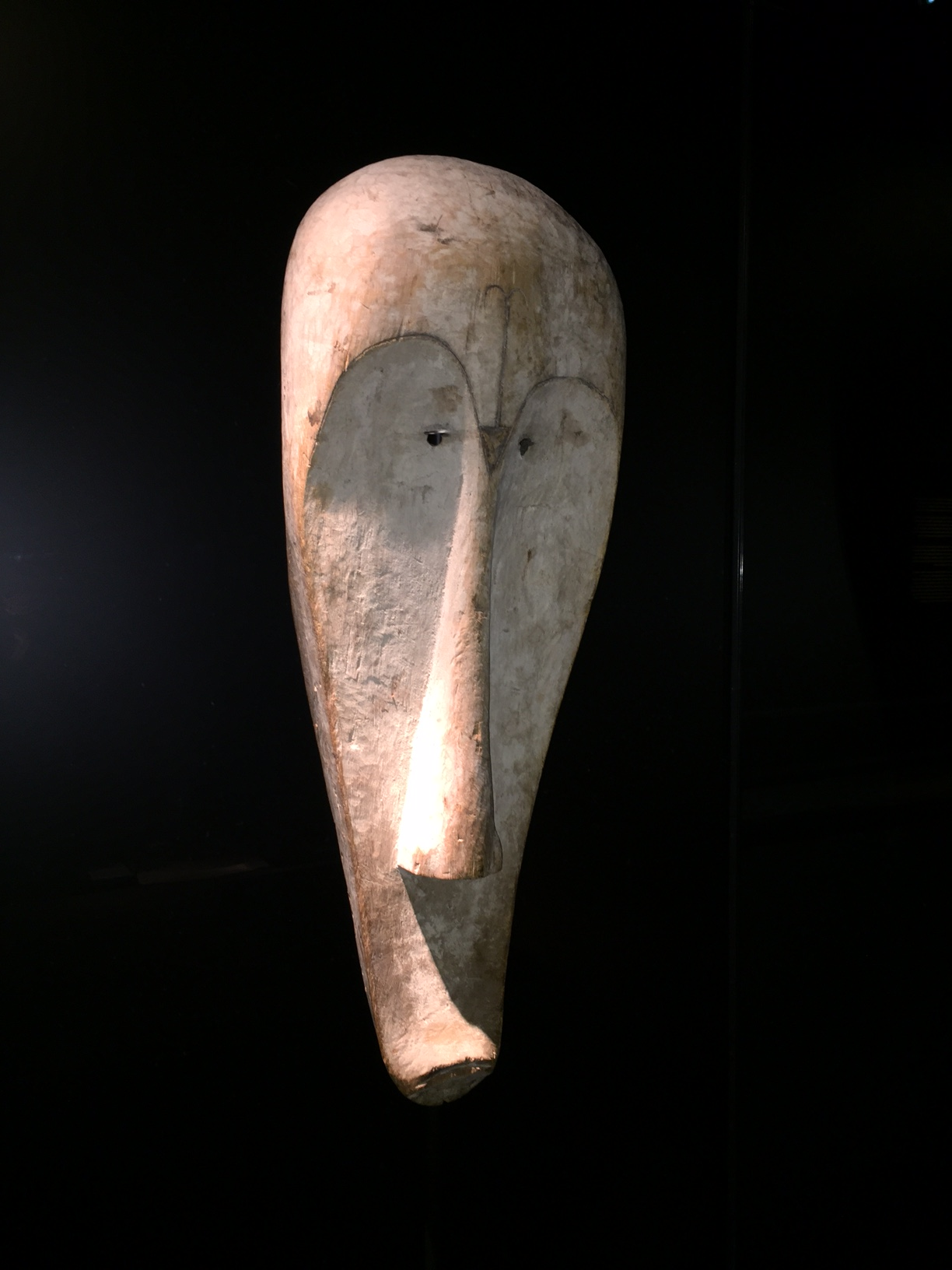
Mặt nạ Ngil đến từ Gabon hoặc Cameroon; gỗ màu với cao lanh (đất sét chiny); bởi người Fang; trưng bày tại Bảo tàng dân tộc học Berlin (Đức). Mặc trang phục đầy đủ trong một đêm hóa trang để giải quyết các tranh chấp và dập tắt hành vi sai trái, khuôn mặt đầy bình tĩnh này là nỗi kinh hoàng cho những kẻ lầm đường

Trong hầu hết các nền văn hóa truyền thống châu Phi, người đeo mặt nạ nghi lễ, về mặt khái niệm, sẽ làm mất mạng và biến thành linh hồn được thể hiện bởi chính chiếc mặt nạ. Sự biến đổi của người đeo mặt nạ thành linh hồn thường dựa vào các thực hành khác, chẳng hạn như các loại nhạc và điệu nhảy cụ thể, hoặc trang phục nghi lễ góp phần làm xáo trộn bản sắc con người của người đeo mặt nạ. Do đó, người đeo mặt nạ trở thành một loại phương tiện giao tiếp linh hồn cho phép đối thoại giữa con người và các linh hồn (thường là những linh hồn đã chết hoặc liên quan đến tự nhiên). Các điệu múa đeo mặt nạ là một phần của hầu hết các nghi lễ truyền thống của châu Phi liên quan đến đám cưới, đám tang, nghi thức khởi đầu, v.v. Một số nghi thức phức tạp nhất đã được các học giả nghiên cứu được tìm thấy trong các nền văn hóa Nigeria như của người Yoruba và Edo, những nghi thức mang một số điểm tương đồng với quan niệm của nhà hát phương Tây.
Vì mỗi mặt nạ có một ý nghĩa tâm linh cụ thể, hầu hết các truyền thống bao gồm một số mặt nạ truyền thống khác nhau. Ví dụ, tôn giáo truyền thống của người Dogon ở Mali, bao gồm ba giáo phái chính (Awa hoặc sùng bái người chết, Bini hoặc sùng bái giao tiếp với các linh hồn, và Lebe hoặc sùng bái tự nhiên); mỗi loại đều có linh hồn của nó, tương ứng với 78 loại mặt nạ khác nhau. Nó thường là trường hợp chất lượng nghệ thuật và sự phức tạp của một mặt nạ phản ánh tầm quan trọng tương đối của tinh thần được miêu tả trong các hệ thống niềm tin của một người cụ thể; ví dụ, các mặt nạ đơn giản hơn như kple kple của người Baoulé ở Côte d'Ivoire (về cơ bản là một vòng tròn với mắt, miệng và sừng tối thiểu) có liên quan đến các linh hồn nhỏ.

## Hình ảnh
- Mặt nạ BaKongo của Khu vực Trung tâm Congo
- Mặt nạ zoomorphic (các vị thần động vật) được mô tả lại trên một bức tranh tường của Makuria ở Dongola cổ đại (thế kỷ 12–13)
- Một mặt nạ của người Mitsogo ở Gabon
- Mặt nạ Wabele của người Senufo, Bảo tàng Brooklyn
- Doei (hay Kwere), mặt nạ tổ tiên nữ, Tanzania
- Mwaash aMbooy, Bảo tàng Brooklyn
- Một mặt nạ bằng đồng và gỗ từ Trung Phi
- Mặt nạ dạng mũ bảo hiểm của Cộng đồng người Sande, Bảo tàng Brooklyn
- Buôn bán mặt nạ thương mại trong một cửa hàng ở chợ Mwenge Makonde, Dar es Salaam